# أحلام للتنبوء

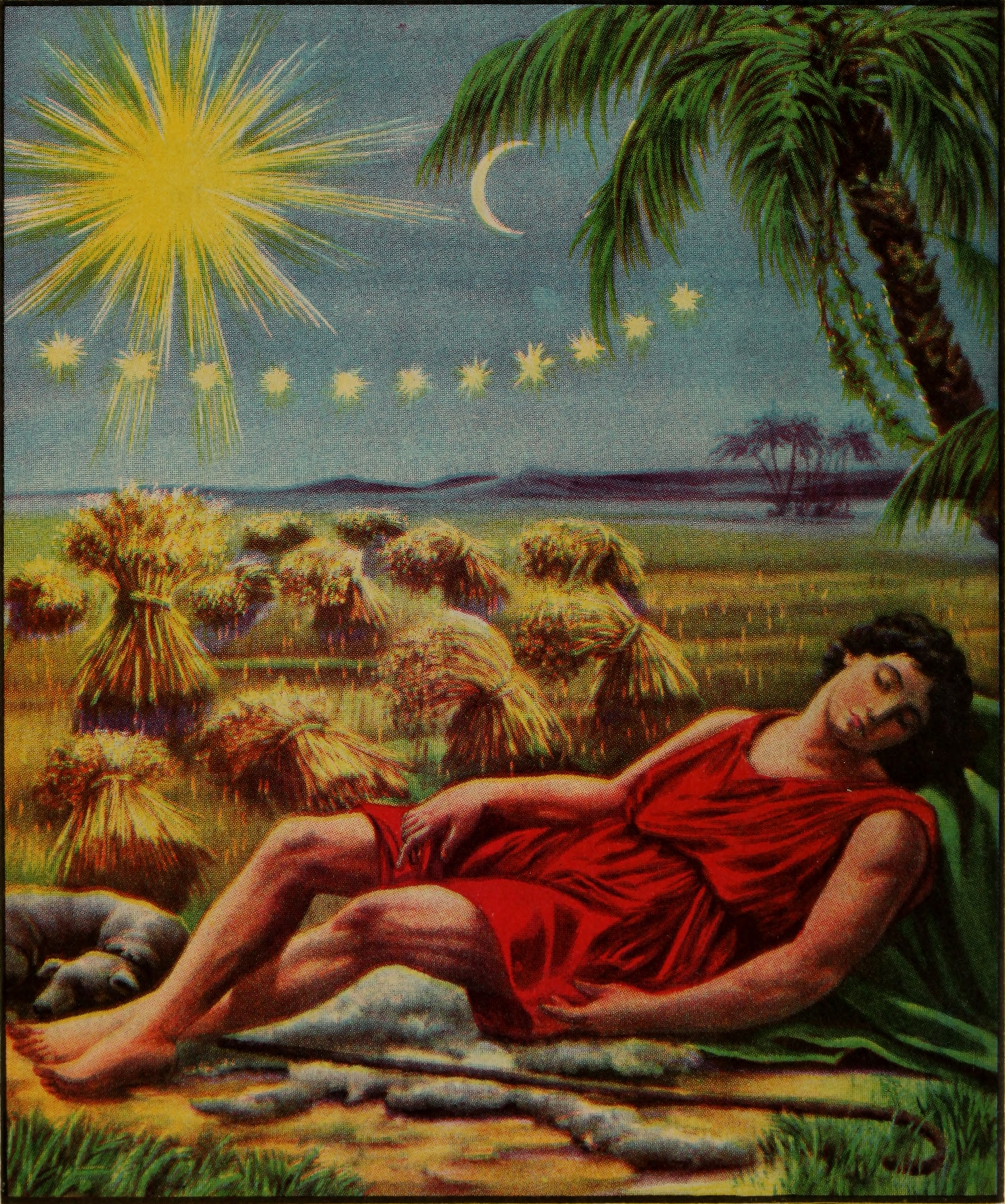
أحلام للتنبوء

أحلام للتنبوء (المقطع اليوناني όνειροϛ يعنى الحلم، و μαντεία يعنى التنبوء)
هو شكل من أشكال العرافة على أساس الأحلام، وأيضًا يستخدم للتنبؤ بالمستقبل.
ويمكن أيضًا استخدام بعض عقاقير لإنتاج أو تعزيز حالات الوعي الشبيهة بالحلم.
لكن التجارب لا تدعم فكرة أن الأحلام تتنبأ بالمستقبل بما يتجاوز توقعات الشخص الذي يحلم. من حين لآخر، يشعر الحالم كما لو أنه تم نقله إلى مكان أو زمان آخر

## أحلام للتنبوء في الكتاب المقدس
تحدث الأحلام في جميع أنحاء الكتاب المقدس كنذيرات أو رسائل من الله
- (تكوين 15) يتحدث الله سبحانه وتعالى إلى سيدنا أبراهيم وهو في نوم عميق
- (تكوين 20) تحدث الله سبحانه وتعالى إلى أبيمالك ملك جرار عن نواياه فيما يتعلق بسارة زوجة إبراهيم
- (تكوين 28) يحلم يعقوب بالصعود للجنة
- سيدنا يوسف حلم بالنجاح في المستقبل (تكوين 37) وفسر أحلام فرعون من ساقي مصر وخبازها أثناء سجنه (تكوين 40) وفسر أحلام فرعون مصر (تكوين 41)
- (ملوك الأول 3) تحدث سيدنا سليمان مع الله سبحانه وتعالى في حلمه
- فسر دانيال الأحلام (في سفر دانيال 2 و 4)؛
- (متى 2) يُخبر المجوس في المنام أن يتجنبوا هيرودس في رحلتهم إلى المنزل؛
- (متى 1) عندما خطب يوسف السيده مريم، قيل له ألا يخاف من اتخاذ السيده مريم زوجة له
- (متى 2) أُمر يوسف، زوج السيده مريم الآن، بالفرار مع السيده مريم والسيد المسيح لمصر
- (متى 27) تألمت زوجة بيلاطس في المنام بسبب السيد المسيح
- (أعمال الرسل 16) قيل لبولس أن يذهب إلى مكدونية

## أحلام للتنبوء بالأدب

### بلاد ما بين النهرين
وقد أولى الملوك اهتمامًا كبيرًا لتفسير الأحلام وقسم البابليون والآشوريون الأحلام إلى «جيدة» أرسلتها الآلهة، وأخرى «سيئة» مرسلة من قبل الشياطين.
وقد ترك السومريون في بلاد ما بين النهرين أدلة على تفسير الأحلام الذي يعود تاريخه إلى ما لا يقل عن 3100 قبل الميلاد
وقام الملك الآشوري آشور ناصربال الثاني (883-859 قبل الميلاد) ببناء معبد لمامو
تحتوي ملحمة جلجامش الأكادية القياسية على العديد من الروايات تظهر القوة التنبوء عن طريق للأحلام.
نتيجة لحلم الذي قيل لكوديا، ملك السومري (ق. 2144-2124 قبل الميلاد) قام ببناء معبد نينجيرسو
كما كان يُنظر إلى الأحلام أحيانًا على أنها وسيلة لرؤية العوالم الأخرى
خلال الموقف العسكري اليائس للملك الآشوري بانيبال (حكم 668- ق. 627 BC) حلم بأنها سوف ينتصر
.

### مصري
منذ عام 2000 قبل الميلاد كتب المصريون أحلامهم على ورق البردي.
وكان يُعتقد أن الأشخاص الذين لديهم أحلام حية وهامة مباركين ويعتبرون أشخاصًا مميزين واعتقد المصريون القدماء أن الأحلام أفضل طريقة لتلقي الوحي الإلهي
وكان المصريون يذهبون إلى الاماكن المقدسه وينامون على أمل تلقي النصيحة أو الراحة أو الشفاء
أقدم مخطوطة لكتاب تفسير الأحلام من مصر تم اكتشافها هو «كتاب حلم رمسيد» الموجود الآن في المتحف البريطاني
توجد شواهد بين أقدام أبو الهول تصف كيف أعاد تحتمس الرابع تمثال أبو الهول نتيجة حلم يبشره بأن سيصبح فرعونًا.

### اليونانية
يناقش أفلاطون وأرسطو الأحلام في أعمال مختلفة وكتاب نقاد الحلم اليوناني الروماني الوحيد الباقي كتبه أرتيميدوروس
- في الكتاب التاسع عشر من الأوديسة: قال بينيلوبي إن «الأحلام.. التي تنطلق من بوابة القرن المصقول تجلب المشكلات الحقيقية عندما يراها أي بشر»
- هيرودوت ميز ونيروس على أنه «الحلم النبوي المرسل من الله»
- في مخطط أرتيميدوروس تم تقسيم «oneiros إلى فئتين كبيرتين: ... استعاري، والتي تتوافق مع النظرية الأفلاطونية للحلم التنبئي الذي يعمل في الروح النجسة، و... ثيريماتيكوس وهو الحلم الممثل في حالة الروح النقية»

### الأدب الواحد في العصور الوسطى

#### أوستيكس
تم توثيق المواد ذات الصل مثل ليغا بووراتا

#### عربي
أشهر نصوص اللغة العربية هو تفسير الأحلام لابن سيرين

#### الأوروبي
لا تزال كتب الأحلام الحديثة شائعة الاستخدام في أوروبا والولايات المتحدة، ويتم بيعها بشكل شائع جنبًا إلى جنب مع كتب الحظ السعيد.

#### اليابانية
تشير سي شوناغون إلى تفسير أحلامها في كتاب الوسادة
بناءً على حلم نذير يصور تايهيكي الإمبراطور جودايجو بالقرن الرابع عشر وهو يختار كوسونوكي ماساشيج كقائد لقواته

## التقاليد الأخرى للرومانسية
في ولاية أواكساكا المكسيكية يستخدم نبات كاليا زاكاتشيشي من خلال وضعه تحت وسادة الحالم. وبالمثل، يتم استخدام عشبة الحلم الأفريقي عنتادا ريدي في مختلف الثقافات الأفريقية.